# Penitenciaría Federal de Sona
Penitenciaría Federal de Sona (Penitenciarul Federal Sona) este o închisoare fictivă din serialul tv american Prison Break. 
Din cauza deținuților mult prea violenți, autoritățile au decis să mențină distanță față de ei astfel încât penitenciarul este păzit din exterior. 
Locatie : Panama.